# Play with Fire (canción de The Rolling Stones)
«Play with Fire» —en español: «Jugar con fuego»— es una canción de la banda inglesa de rock The Rolling Stones. Fue la cara B del tercer sencillo del grupo, The Last Time. Se atribuye a Nanker Phelge, seudónimo utilizado por la banda cuando las canciones fueron compuestas por todos los miembros. Fue incluida en la versión estadounidense de su álbum de 1965 Out of Our Heads.

## Historia
La canción fue grabada en los estudios RCA ubicados en Hollywood, California, el 11 de enero de 1965. Contaron también con la asistencia del productor Phil Spector a la guitarra. Fue la cara B del sencillo The Last Time.

## Composición y grabación
"Play with Fire" se atribuye a Nanker Phelge, un seudónimo utilizado cuando las pistas fueron compuestas por toda la banda, a pesar de que el cantante Mick Jagger y el guitarrista Keith Richards son los únicos Stones que aparecen en la pista. La canción fue grabada tarde una noche en enero de 1965 mientras los Stones estaban en Los Ángeles grabando con Phil Spector en los estudios RCA. Richards realizó la apertura de la guitarra acústica de la canción mientras Jagger manejaba la voz y la pandereta (mejorada con una cámara de eco). Spector tocaba el bajo (en realidad una guitarra eléctrica afinada), y Jack Nitzsche proporcionó el clavecín distintivo de la canción.arreglo y tam-tams. Los Stones se fueron de gira por Australia al día siguiente.
La letra de la canción habla de la relación del cantante con una chica de la alta sociedad, menospreciando el estilo de vida de la misma manera que lo haría en 19th Nervous Breakdown, en una sensación más acelerada. El título se refiere al dicho "Si juegas con fuego, te quemarás".
En una entrevista de 1995 con Jann Wenner para Rolling Stone, titulada "Jagger Remembers", Jagger dijo: "Play with Fire" suena increíble, cuando lo escuché por última vez. Quiero decir, es un tipo de sonido muy directo y muy claramente hecho. Puedes escuchar todas las cosas vocales en él. Y estoy tocando las panderetas, la línea vocal. Sabes, es muy bonita ". Según Richie Unterberger, un amigo de los Stones escribió que también se grabó una versión inédita de la canción, titulada "Mess with Fire", con una sensación mucho más optimista y orientada al alma. Sin embargo, la historia es considerada dudosa por Unterberger.

## Lanzamiento
"Play with Fire" fue al número 96 en la lista de los Estados Unidos. Fue incluida en la versión estadounidense de su álbum de 1965 Out of Our Heads. También apareció en la versión estadounidense del recopilatorio Big Hits (High Tide and Green Grass) (1966), Hot Rocks 1964-1971 (1971) y Singles Collection: The London Years (1989).

## En directo
La canción fue interpretada en concierto durante las giras de los Stones de 1965 y 1966. Fue recuperada 23 años después en el Steel Wheels/Urban Jungle Tour de 1989–90. Pasarían 27 años hasta que, de nuevo, se recuperó para el No Filter Tour de 2017.

## Personal
Acreditados:
- Mick Jagger - voz principal, pandereta
- Keith Richards - guitarra acústica solista
- Jack Nitzsche - clavecín, tam-tam
- Phil Spector - guitarra eléctrica rítmica